# Flora Ruchat-Roncati
Flora Ruchat-Roncati, née Flora Roncati le 4 juin 1937 à Mendrisio, canton du Tessin (Suisse), et morte le 24 octobre 2012 à Zurich, est une architecte suisse. Elle est considérée comme une représentante importante de l'école tessinoise,.

## Biographie
Flora Roncati étudie l'architecture à l'ETH Zurich et travaille notamment pour Rino Tami. En octobre 1960, elle veut se rendre avec son mari André Ruchat et sa fille en Côte d'Ivoire, pays qui vient de gagner son indépendance. Cependant, les projets qu'elle avait envisagés prennent soudainement fin lors de la mort de son mari lors de son dernier vol d’entraînement en tant que pilote militaire. Elle retourne alors en Suisse avec sa fille, alors âgée d’un an. Entre 1962 et 1971, elle réalise des bâtiments importants au Tessin avec Aurelio Galfetti et Ivo Trümpy, et est considérée comme une représentante importante de la dite « école du Tessin ». À partir de 1971, elle travaille avec son propre studio à Riva San Vitale dans le canton du Tessin, puis de 1975 à 1985 à Rome (Italie). À partir de 1975, elle prend la responsabilité de la conception de la coopérative Lega Nazionale Abitazioni.

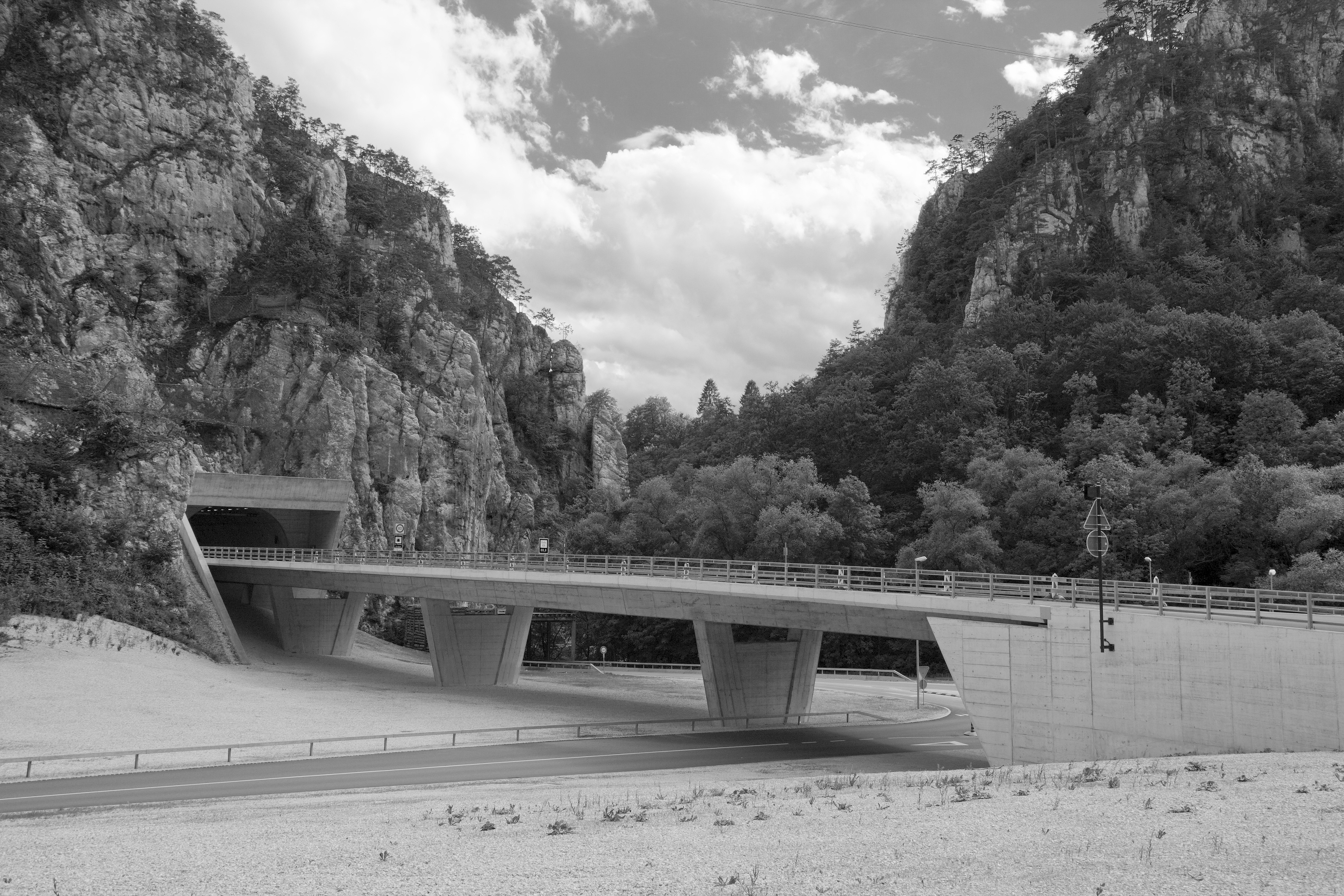
Pont autoroutier de l'A16 « Transjurane » près de Choindez.

Elle travaille avec divers architectes et crée le complexe de bureaux Suglio pour la grande banque UBS à Manno près de Lugano avec Dolf Schnebli et Tobias Ammann. La temporalité du projet se déroule ainsi : à partir de 1991 en tant que Schnebli Ammann Ruchat Architects and Partners AG à Zurich ; à partir de 1996 Schnebli Ammann Ruchat Menz Architects à Zurich et Agno. Entre 1989 et 1998, accompagnée de Renato Salvi, elle réalise des ponts et des portails de tunnel pour l'autoroute du Jura « Transjurane ».
En 1977, elle enseigne la théorie architecturale à l'université de Reggio de Calabre. Elle est conférencière invitée à l'ETH Zurich (1978-1980), à l'université de Syracuse (1980), à l'université Cornell (1980), à l'université de Florence (1982), à la Bauakademie Felix Claus à Amsterdam (1983), à l'université de La Sapienza et à l'université de Rome III (1979-2000). Flora Ruchat-Roncati est la première professeure titulaire à l'Institut fédéral suisse de technologie de Zurich. Le 30 septembre 2002, elle prend sa retraite. En 1999-1991 et en 2002-2003, elle est membre du comité consultatif international de design de la ville de Salzbourg.
Ses créations ont été influencées par le travail de Le Corbusier. Elle est membre de l'Association des architectes suisses (BSA) depuis 1978, de l'Association suisse des ingénieurs et architectes (SIA), de la Federazione svizzera degli urbanisti (FSU) et de la Chambre italienne des architectes (OAR, Ordine degli Architetti di Roma).
Flora Ruchat-Roncati meurt à Zurich le 24 octobre 2012.

## Réalisations

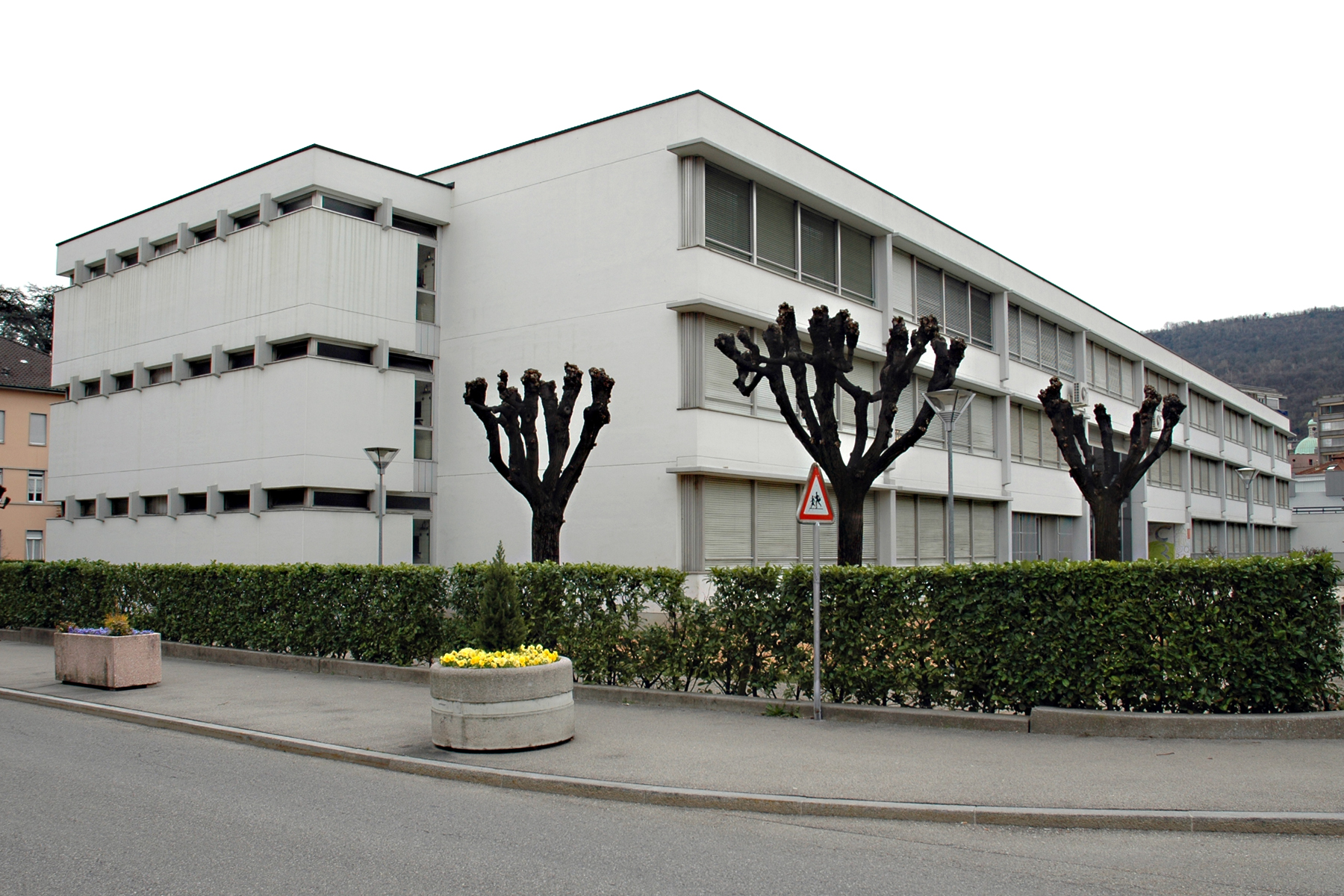
École communale à Chiasso.

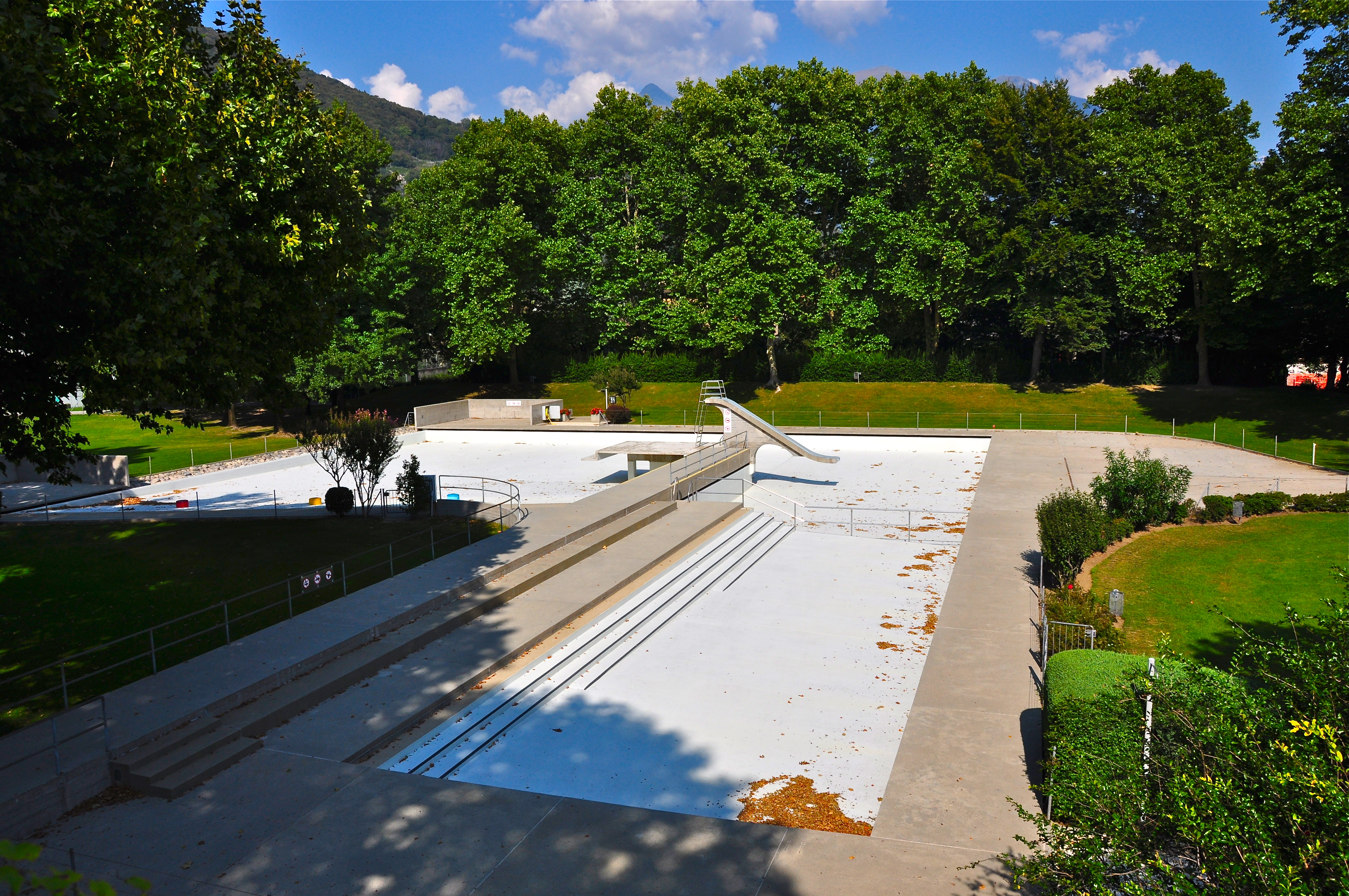
Piscine publique à Bellinzone.

- Centres scolaires à Chiasso (Scuole Comunali), Riva San Vitale (Scuola elementare 1962/64 et 1970/72, Scuola materna 1968, Palestra delle scuole 1973), Lugano (Scuola Tecnica Superiore), Viganello (Scuola materna 1968/70) (chacune avec les architectes Aurelio Galfetti et Ivo Trümpy) (1962/75)
- Piscine de Bellinzone (Bagno pubblico e piscina coperta del Centro Sportivo di Bellinzona) (1970/72)
- Lotissement de La ColaSiderTa, Tarente (1978/82)
- Sueglio - UBS Administration and Training Center (SAR), Manno (1990-1996)
- Plan de conception du centre du village de Riva San Vitale (1987/2000)
- ETH Lausanne, North Quarter (1993/05)
- La Transjurane A12 : Conception architecturale de l'autoroute (avec Renato Salvi) (1987/02)
- CFF AlpTransit Gotthard - Accompagnement de l'aménagement paysager et de la construction du train à grande vitesse (groupe de conseil en conception) (depuis 1992)
- Station de téléphérique de Lussari (avec Carlo Toson), Tarvisio (2001/04)
- Hauser Housing, Riva San Vitale (2002/03)
- Résidence étudiante / Convento delle Grazie (avec Carlo Toson) Udine (depuis 2007)
- Casa unifamiliare, Riva San Vitale (2008)
- Maison individuelle, Besano (2008/09)

## Publication
- Werner Oechslin et Flora Ruchat-Roncati, Alberto Camenzind : architecte, architecte en chef Expo 64, enseignant, gta Verlag, 1998 (ISBN 3-85676-078-4).